# Mansudae Overseas Projects
Mansudae Overseas Projects (koreanisch 만수대해외개발회사) ist ein nordkoreanisches Bauunternehmen mit Sitz in Pjöngjang und dem Mansudae-Kunststudio zugehörig.
Das Unternehmen hat neben zahlreichen Prachtbauten in Pjöngjang wie dem Chuch’e-Turm und dem Stadion Erster Mai vor allem Projekte in Staaten Afrikas umgesetzt. In Namibia errichtete das Unternehmen das State House, den Heldenacker und das Unabhängigkeits-Gedenkmuseum in Windhoek. Zudem war das Unternehmen auch am Bau des „Dr. Agostinho Neto Cultural Center“ in Luanda (Angola), des „Monument to Three Tribal Chiefs“ in Botswana und einem Denkmal für Samora Machel in Maputo (Mosambik) maßgeblich beteiligt. In Senegal stellten Mansudae Overseas Projects 2010 das aufgrund von Kosten und Monumentalität umstrittene Monument de la Renaissance africaine fertig.
Auch in anderen Regionen der Welt war das Unternehmen bereits aktiv. So baute es in Ägypten und Syrien jeweils große Schlachtenpanoramen, die den Jom-Kippur-Krieg darstellen.
Am Angkor Wat in Kambodscha bewarb sich Mansudae Overseas Projects 2010 um den Auftrag zum Bau eines „e-Museums“.
Weiterhin wurden Projekte in Malaysia, Äthiopien, Togo, Benin, der Demokratischen Republik Kongo und Simbabwe realisiert. Bisher einziges Projekt von Mansudae Overseas Projects in Westeuropa ist die Rekonstruktion des Frankfurter Märchenbrunnens in Deutschland.

## Galerie

Neues State House in Namibia
Heldenacker in Namibia
Unabhängigkeits-Gedenkmuseum in Namibia
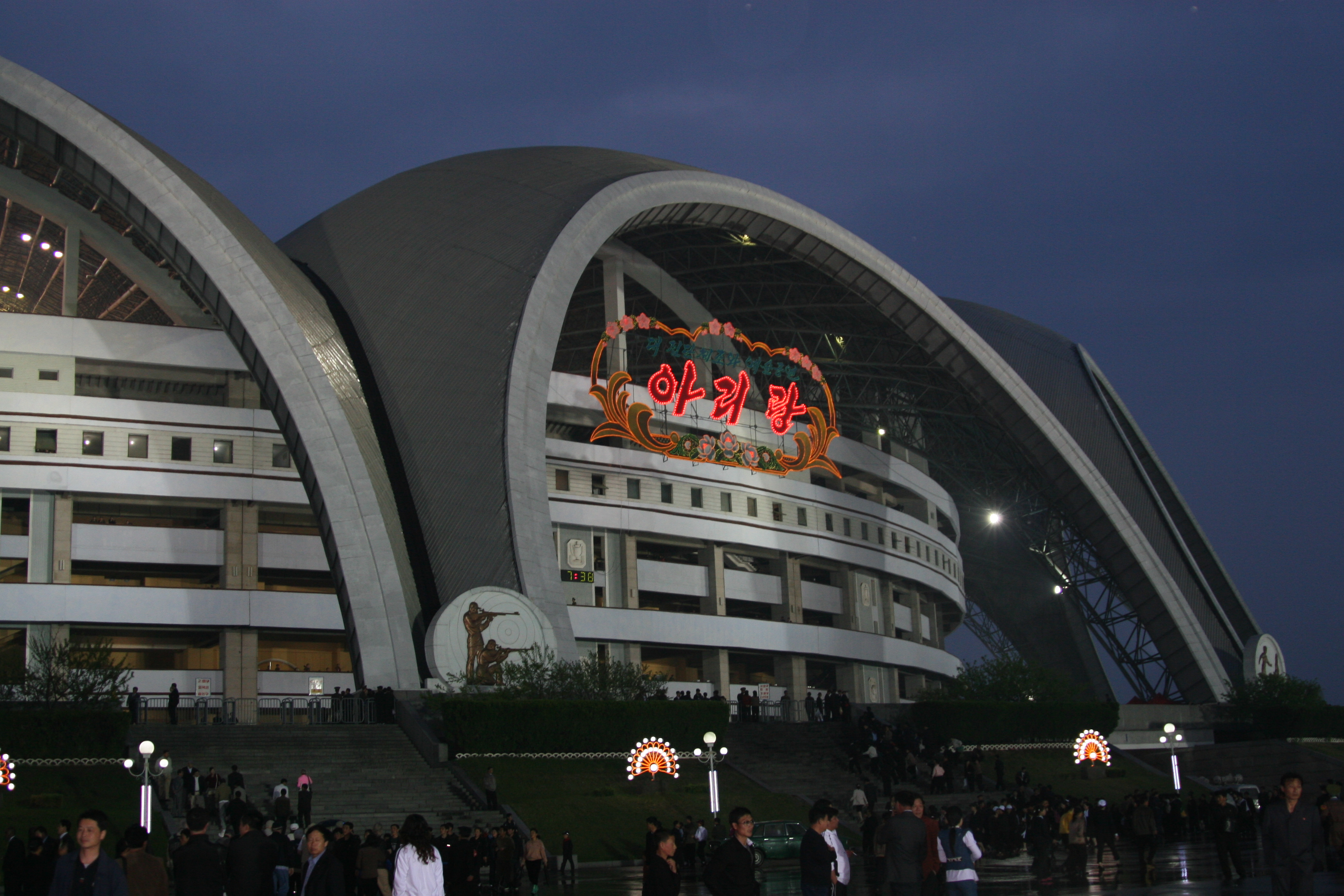
Stadion Erster Mai in Pjöngjang
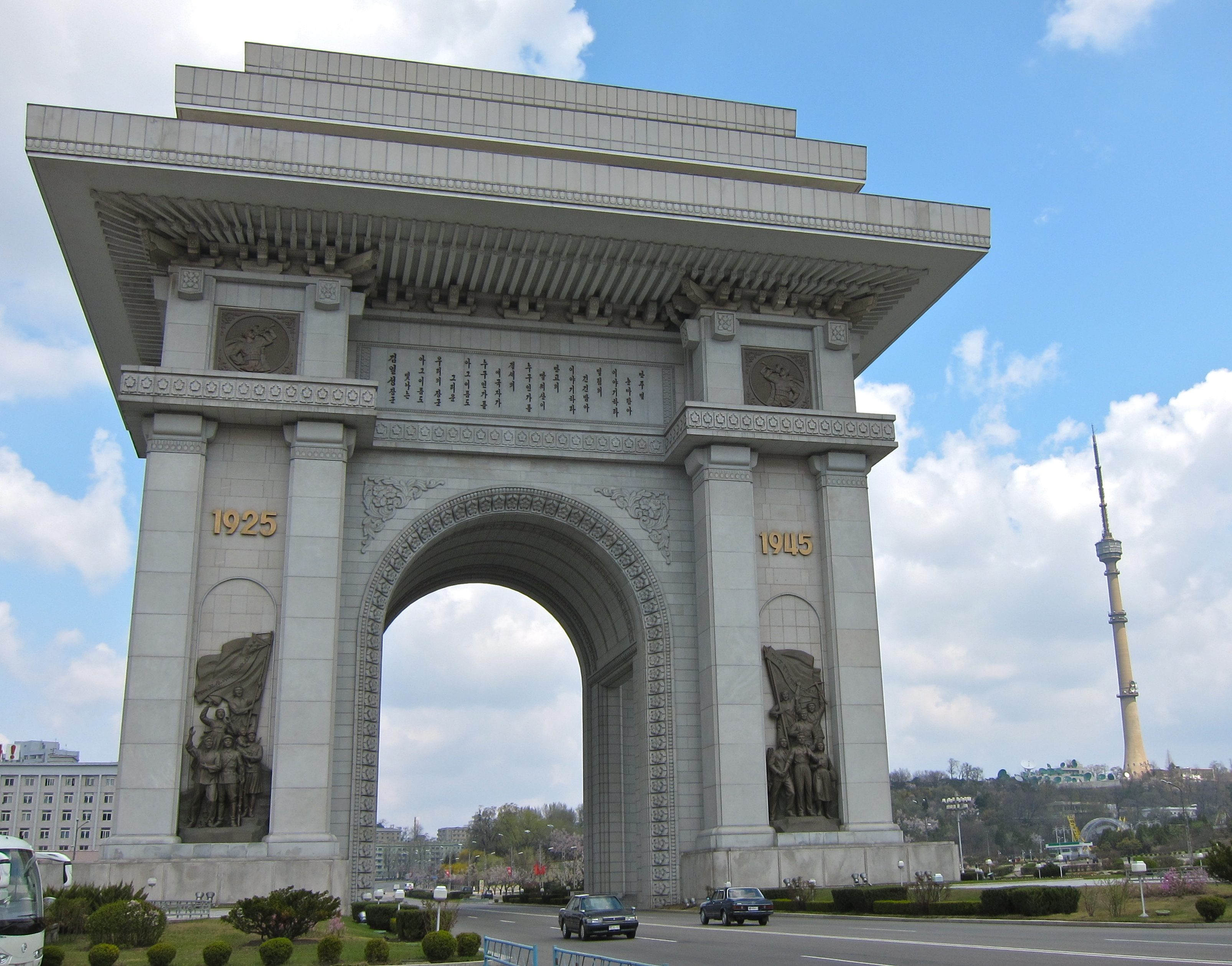
Triumphbogen in Pjöngjang
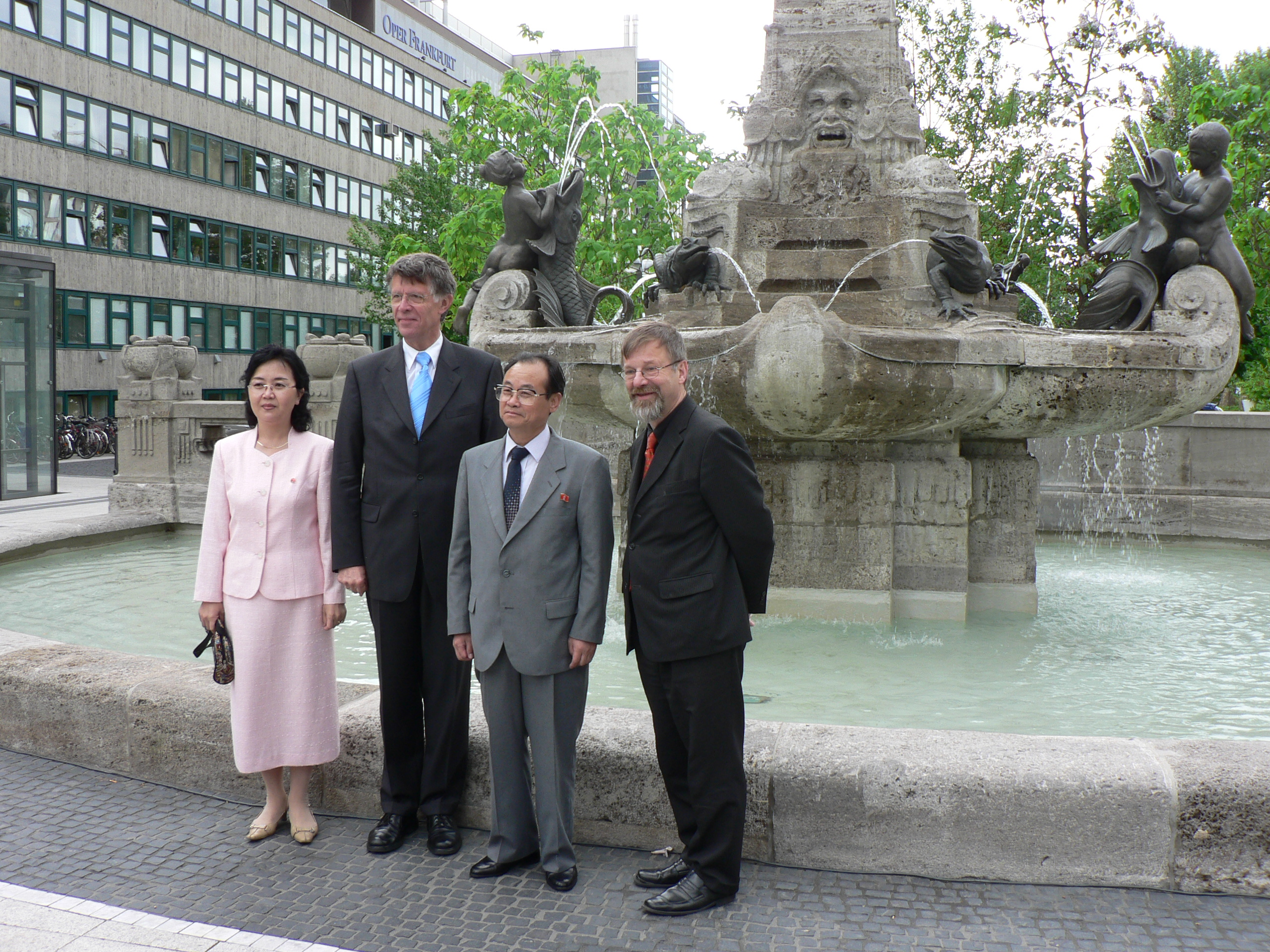
Frankfurter Märchenbrunnen in Frankfurt am Main, 2006